# غونغ مين جيونغ
غونغ مين جيونغ أو غونغ مين جونغ (بالكورية: 공민정)‏ هي ممثلة كورية جنوبية. ولدت يوم 30 سبتمبر 1986 في مقاطعة غيونغسانغ الشمالية في كوريا الجنوبية.

## الأعمال

### أفلام
| السنة | العنوان               | الدور | مراجع |
| ----- | --------------------- | ----- | ----- |
| 2017  | وحيدة على الشاطئ ليلا | ميرا  | [ 3 ] |

### مسلسلات
| السنة | العنوان                 | الدور               | مراجع       |
| ----- | ----------------------- | ------------------- | ----------- |
| 2017  | درجة حرارة الحب         | سو-ايونغ            | [ 4 ]       |
| 2017  | حياتي الذهبية           | سونغ مي-هيين        | [ 4 ]       |
| 2018  | زوجة مألوفة             | تشوي هيه جونغ       | [ 5 ]       |
| 2018  | دراما المسرح            | شين سو آي (البالغة) | [ 6 ]       |
| 2020  | وجبات خفيفة حلوة        | يو سيونغ اون        | [ 7 ]       |
| 2020  | لا تقومي بمواعدته رجاءاً | تاك كي هيون         | [ 8 ] [ 9 ] |
| 2020  | حبيبي هولو              | تشوي سيونغ كوان     |             |
| 2021  | مسقط رأس تشا تشا تشا    | بيو مي سون          | [ 10 ]      |
| 2022  | نساء صغيرات             | جانج ما ري          | [ 11 ]      |
| 2022  | محامي الف وون           | نا يي-جين           | [ 12 ]      |
| 2023  | جرعة يومية من التفاؤل   | هيو جيان            | [ 13 ]      |
| 2024  | تزوجي زوجي              | يانغ جو ران         | [ 14 ]      |
| 2024  | أسفة ولكنني لست أسفة    | هانا تشوي           | [ 15 ]      |

## روابط خارجية
- غونغ مين جيونغ على موقع IMDb (الإنجليزية)
- غونغ مين جيونغ على موقع IMDb (الإنجليزية)
- غونغ مين جيونغ على موقع قاعدة بيانات الفيلم (الإنجليزية)
- غونغ مين جيونغ على موقع كينوبويسك (الروسية)